# توم هيس
توم هيس (بالإنجليزية: Tom Hess)‏ هو لاعب كرة قاعدة أمريكي، ولد في 15 أغسطس 1875 في بروكلين في الولايات المتحدة، وتوفي في 15 ديسمبر 1945 في ألباني في الولايات المتحدة.

## وصلات خارجية
- توم هيس على موقعبيزبول رفرنس.كوم (الدوري الرئيسي) (الإنجليزية)
- توم هيس على موقعبيزبول رفرنس.كوم (الدوري الثانوي) (الإنجليزية)